# Pola Walter

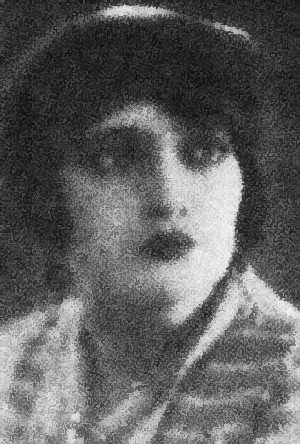
Pola Walter

Pola Walter (* vor  1900 in Riga; † um 1942 im Warschauer Ghetto) war eine Schauspielerin des jiddischen Theaters.

## Leben
Sie wurde als Pola Shreyder in Riga geboren, wo ihre Eltern ein Modegeschäft führten, mit dem sie dann nach Wilna umsiedelten. Walter besuchte erst das Gymnasium und später ein Progymnasium, wo sie in Schultheateraufführungen auffiel. 1913 spielte sie in einer russischen Theatertruppe. Während des Ersten Weltkrieges trat sie der 1916 gegründeten Wilnaer Truppe bei, in der sie die jiddische Sprache lernte und mit auf die Europatournee der Truppe ging. 1922 spielte sie in Wien, 1923 in dem Pavilion Theatre in  London und 1924 war sie in Amerika auf Tournee. Sie blieb bis 1929 bei der Wilnaer Truppe und spielte dann in England in der Komödie Papa und im selben Jahr noch in Belgien. Pola Walter kam im Warschauer Ghetto ums Leben.
Pola Walter war mit Matisyahu Kovalsky verheiratet.